# Districtul Tighennif
Tighennif este un district din provincia Mascara, Algeria.